# Tenacious D e il destino del rock
Tenacious D e il destino del rock (Tenacious D in The Pick of Destiny) è un film del 2006 diretto da Liam Lynch che racconta in chiave comica la storia della band Tenacious D formata dal duo di protagonisti Jack Black e Kyle Gass.

## Trama
Il giovane Jables "JB", fin da piccolo, ha il sogno di diventare un grande rocker, ispirandosi a miti della musica come i Black Sabbath e i Led Zeppelin. I suoi genitori non sono d'accordo, in quanto molto religiosi e convinti che il rock sia opera del Diavolo, ma dopo l'ennesima lite lo spirito di Ronnie James Dio prende vita da un poster nella sua camera e ordina a Jables di seguire la via del Rock raggiungendo la "città degli angeli caduti", ovvero Los Angeles.
Una volta scappato di casa e trasferitosi in California in cerca di fortuna, Jables incontra Kage "KG", che inizialmente diventa il suo mentore; una volta resosi conto dell'identità delle loro situazioni, i due decidono di formare una band dandole il nome Tenacious D, ottenuto unendo delle voglie a forma di lettere che hanno sul sedere.
I due, dopo un provino in un locale andato male, provano diversi metodi, anche surreali (come suonare dentro a un pentacolo) per sfornare un pezzo di successo, ma invano. Kage, però, nota nelle foto dei più importanti rocker di tutti i tempi che usano tutti lo stesso plettro e si recano in un negozio di musica ad acquistarne uno simile. Il bizzarro negoziante però li mette al corrente della verità: l'oggetto che cercano è il Plettro del Destino, un oggetto antico e magico, capace di far creare delle musiche meravigliose a chiunque lo usi. Secondo la leggenda, deriverebbe da un dente di Satana, perso nel Medioevo nello scontro con uno stregone per via dell'intervento di un fabbro, ricompensato dallo stregone proprio con l'artefatto, con il quale conquistò il cuore di una fanciulla da lui amata. Dopo la sua morte è riapparso secoli dopo nelle mani di Robert Johnson, dando così origine al blues e poi al rock, costituendo il segreto del talento di molte leggende.
I Tenacious D vengono a conoscenza del luogo in cui è custodito il plettro del destino, il Rock & Roll History Museum, e decidono di intraprendere un viaggio verso il museo e di appropriarsi del magico oggetto, con il progetto di servirsene per diventare una grande rock band.
Kage però ha un alterco con Jables quando il primo vorrebbe andare a suonare per un party di giovani che li hanno assoldati, mentre il secondo pensa unicamente alla loro missione.
I due si dividono, con Kage che si rende conto tardi che lo hanno raggirato, e Jables che assume per errore dei funghi allucinogeni in bosco, arrivando miracolosamente al Rock History Museum. I due però si ritrovano e fanno pace, e dopo una serie di assurde situazioni (come JB che disattiva i laser della sicurezza con un'erezione), i due prendono possesso del plettro e sperimentano i suoi fantastici poteri.
I due, recatisi nel locale della loro prima esibizione, hanno un ultimo ma disastroso alterco, in cui rompono il plettro. Il direttore del locale li consola, dicendogli che non hanno bisogno di un plettro magico per mostrare le loro capacità. Tuttavia, quando se ne vanno, il direttore si scopre essere Satana, che si riappropria del dente per poter usare i suoi poteri sulla terra (prima gli era impossibile, e le esibizioni erano solo un modo di riprendersi la sua parte mancante).
I Tenacious D decidono di lottare in una sfida all’ultima nota con il Re della musica del diavolo, il quale alla fine cerca di colpire Kage con un lampo. Jables, però, glielo ritorce contro facendo scudo all’amico con la sua chitarra e il diavolo viene di nuovo relegato all'Inferno tramite lo stesso incantesimo dello stregone ("Nel luogo da cui vieni tu finirai, finché integro non tornerai") dai due dopo avergli staccato un corno, che diverrà il "Bong del destino". Grazie a questo oggetto, i due rocker possono comporre i brani che li porteranno al successo.

## Colonna sonora
La colonna sonora del film è stata scritta dagli stessi Tenacious D e costituisce il secondo album della band. Per l'occasione il gruppo ha collaborato con guest star come Dave Grohl, Meat Loaf, John Spiker e Ronnie James Dio, i quali hanno anche una parte nel film.